# 胡安·克里索斯托莫·法爾孔
胡安·克里索斯托莫·法爾孔-薩瓦爾塞（Juan Crisóstomo Falcón y Zavarce，1820年1月27日—1870年4月29日），委內瑞拉陸軍元帥，出生於委內瑞拉北部帕拉瓜納半島上的法爾孔，1863年至1868年擔任委內瑞拉總統。